# پتر اسخپ
پتر اسخپ (هلندی: Peter Schep؛ زادهٔ ۸ مارس ۱۹۷۷) دوچرخه‌سوار اهل هلند است.
وی در مسابقات کشوری و بین‌المللی در مجموع برندهٔ ۱ مدال طلا، ۳ مدال نقره، ۲ مدال برنز شده‌است.